# Herman Bakker
Hermanus Dirk Bakker (Rotterdam, 28 augustus 1915 - Driebergen, 12 oktober 1988) was een Nederlands architect die heeft bijgedragen aan de wederopbouw van Rotterdam na de Tweede Wereldoorlog.

## Biografie
Na ambachtsschool en Middelbare Technische School behaalde Bakker het diploma voor architect. Hij werd lid van de Bond van Nederlandse Architecten (BNA). Voor de Tweede Wereldoorlog was hij tekenaar bij Sybold van Ravesteyn. In 1946 startte Bakker een eigen bureau. Hij woonde in een zelf ontworpen huis aan de ’s-Gravenweg te Rotterdam.
Bakker bouwde veel woningen zoals de Maastorenflat (1956), de Lijnbaanflat aan de Aert van Nesstraat (1954), de Kralingsehoutflat (1959) en het Twaalfprovinciënhuis (1954). In dit gebouw waren ook winkels, een theekamer, een congreszaal, kantoren en een bioscoop. Het werd in 1993 gesloopt. Ook gesloopt is het Hofje van Gerrit de Koker (1953) in Kralingen.

## Enkele grote werken

### Maastorenflat (1956)

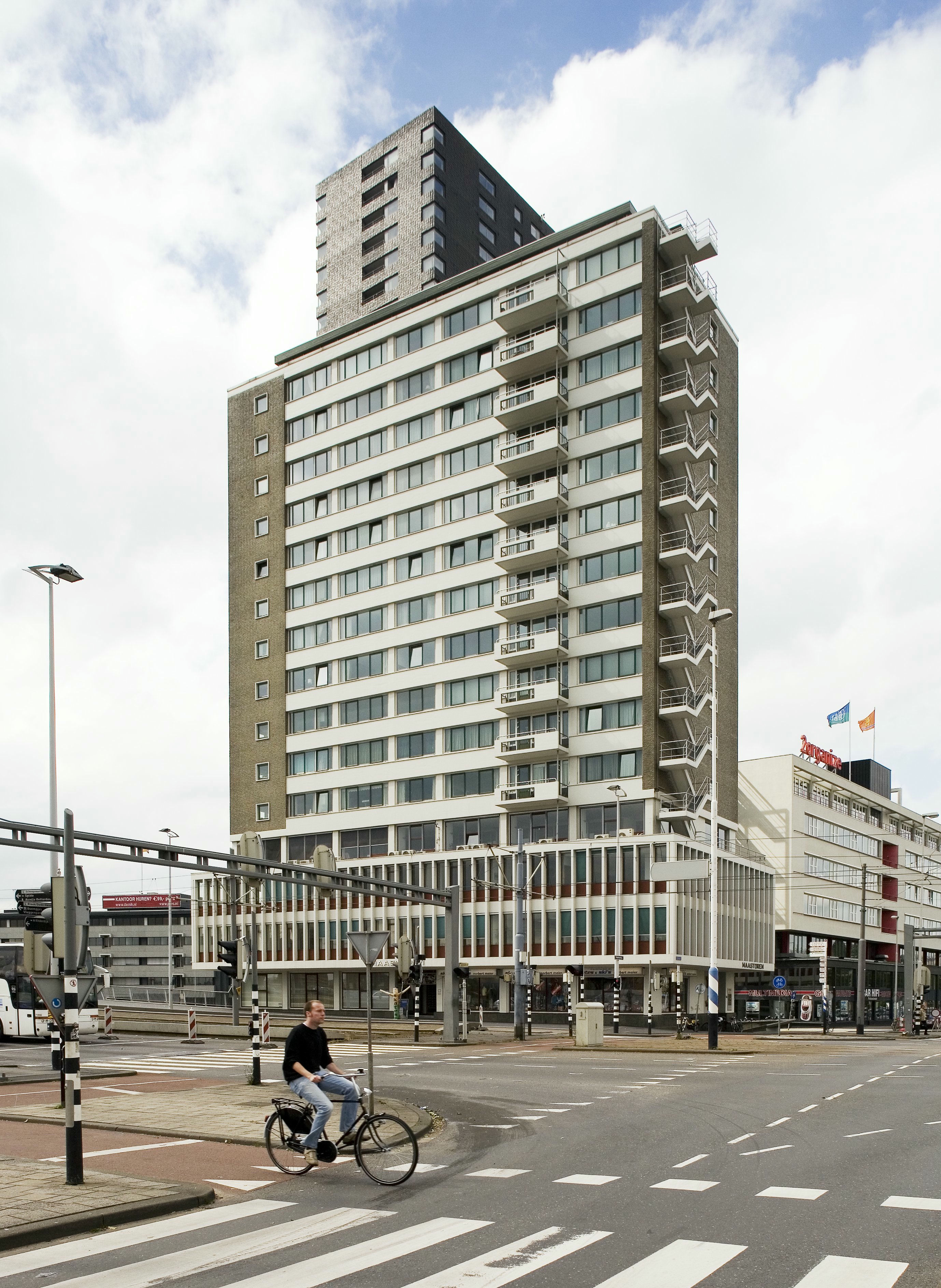
Maastorenflat

In 1956 heeft Bakker de Maastorenflat ontworpen in opdracht van het Pensioenfonds der Koninklijke Pakketvaart Mij. De Maastorenflat met zijn veertien verdiepingen was destijds het hoogste flatgebouw van Nederland en werd een wolkenkrabber genoemd.  Er zijn drie verdiepingen voor kantoren en elf verdiepingen voor woningen. 
Het kantoorgedeelte begint op de eerste verdieping en wordt opvallend gemaakt door een brede strook met een verticale voorkant. De voorkant van het woongebouw heeft opvallende stroken in de vorm van balkons. Op elke verdieping bevinden zich vier woningen: twee in de richting van het oosten en twee in de richting van het westen. Het gebouw is van beton gemaakt en de voorkant is geverfd met witte verf. De onderkant is van Scandinavisch graniet.

### Kralingerhoutflat (1959)
De Kralingerhoutflat  is een voorbeeld van de bouwstijl uit de Rotterdamse wederopbouwperiode. Kenmerkend voor Bakker zijn de verspringende balkons en de ver naar buiten geplaatste hemelwaterafvoer. Het appartementencomplex  dateert  uit 1959, en was een van de eerste flatgebouwen in Kralingen. De bouwstijl is karakteristiek voor de jaren vijftig en ook het ontwerp, zo zijn in de flat bomvrije BB - ruimtes, een gemeenschappelijke wasruimte en een vuilnisbakkenlift aanwezig. Het aanzien van de flat  is in de afgelopen  vijftig  jaar niet aangepast, de authentieke uitstraling is behouden gebleven. In 2010 het gebouw grondig gerestaureerd.

### Winkelcentrum Zuidplein (1967–1972)
Het overdekte Winkelcentrum Zuidplein werd tussen 1965 en 1972 gebouwd. Het is gebouwd op zes meter boven de straat en de oppervlakte van alle winkels samen is 45.000 vierkante meter. Bakker heeft met dit centrum Rotterdam-Zuid een eigen centrum gegeven. Het is bereikbaar via roltrappen en drie voetgangersbruggen over de verkeerswegen. Onder het winkelcentrum is er een parkeergarage en een busstation. Het is in 2002 gerenoveerd.

## Lijst van bouwwerken
- 1953: Rotterdam, Het Hofje van Gerrit de Koker
- 1954: Rotterdam, De Lijnbaanflat Aert van Nesstraat
- 1954: Rotterdam, Twaalfprovinciënhuis (gesloopt in 1993)
- 1954: Rotterdam, Winkels met bovenwoningen Nieuwe Markt
- 1954: Zwijndrecht, De nieuwe Lindt, hoofdkantoor Van Leeuwen Buizen Groep, gerenoveerd 2017
- 1956: Rotterdam, De Maastorenflat
- 1956: Rotterdam, De Leuve
- 1959: Rotterdam, Kralingerhoutflat
- 1961: Eindhoven, Pullman Eindhoven Cocagne
- 1962: Rotterdam, Winkelcentrum Hoogvliet
- 1963: Zwijndrecht, Koningskerk, gesloopt 2006
- 1969: Utrecht, Winkelcentrum Overvecht
- 1969: Rotterdam, Kantoorgebouw aan de Boompjes 55-57 (gesloopt in 2017)
- 1970: Sint-Oedenrode, Kantoorgebouw ODA vh H.J. vd Kamp, later Ahrend Sint-Oedenrode
- 1970: Rotterdam, Drijvend dolfinarium Dolfirodam Leuvehaven (is eerst verhuisd naar Zeeland, later gesloopt)
- 1970: Rotterdam, Kantoorgebouw aan de Noordsingel 185
- 1970: Rotterdam, Winkelcentrum Groot-IJsselmonde
- 1971: Rotterdam, Kantoorgebouw Van Vollenhovenstraat/Westzeedijk
- 1971: Rotterdam, Kantoorgebouwen met winkels Vasteland
- 1972: Rotterdam, Winkelcentrum Zuidplein
- 1972: Rotterdam, Kantoorgebouw Nederlandse Dagblad Unie aan de Westblaak
- 1974: Rotterdam, Winkelcentrum Binnenhof, Ommoord
- 1975: Capelle ad IJssel, Winkelcentrum met woningen De Terp
- 1975: Amsterdam, Parnassustoren (kantoren)
- 1976: Rotterdam, Terrasflats Zuidplein
- 1978: Rotterdam, Kantoorgebouw van Nedlloyd aan de Zalmhaven (gesloopt in 2018)

## Fotogalerij

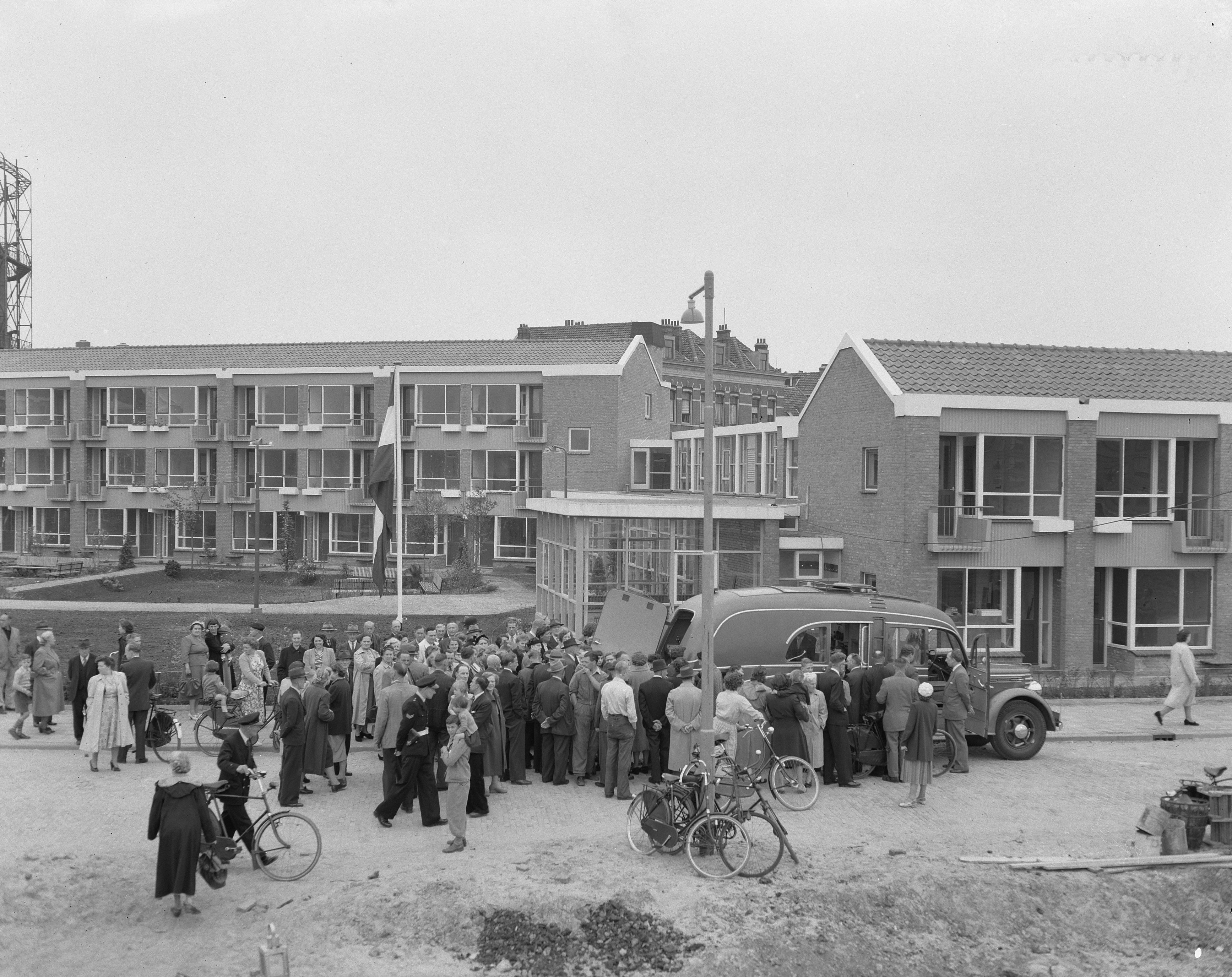
Hofje Gerrit de Koker in 1953
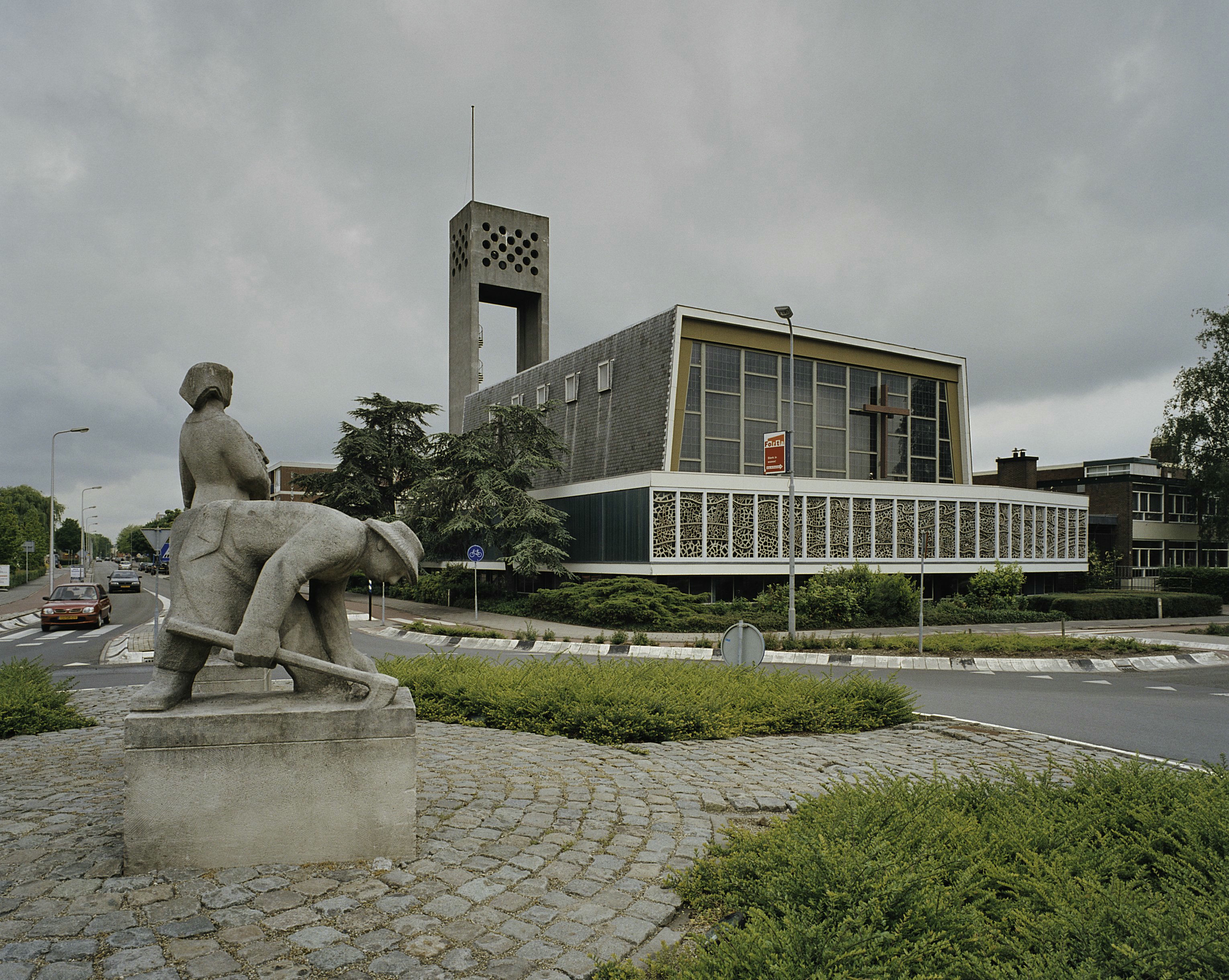
Koningskerk Zwijndrecht
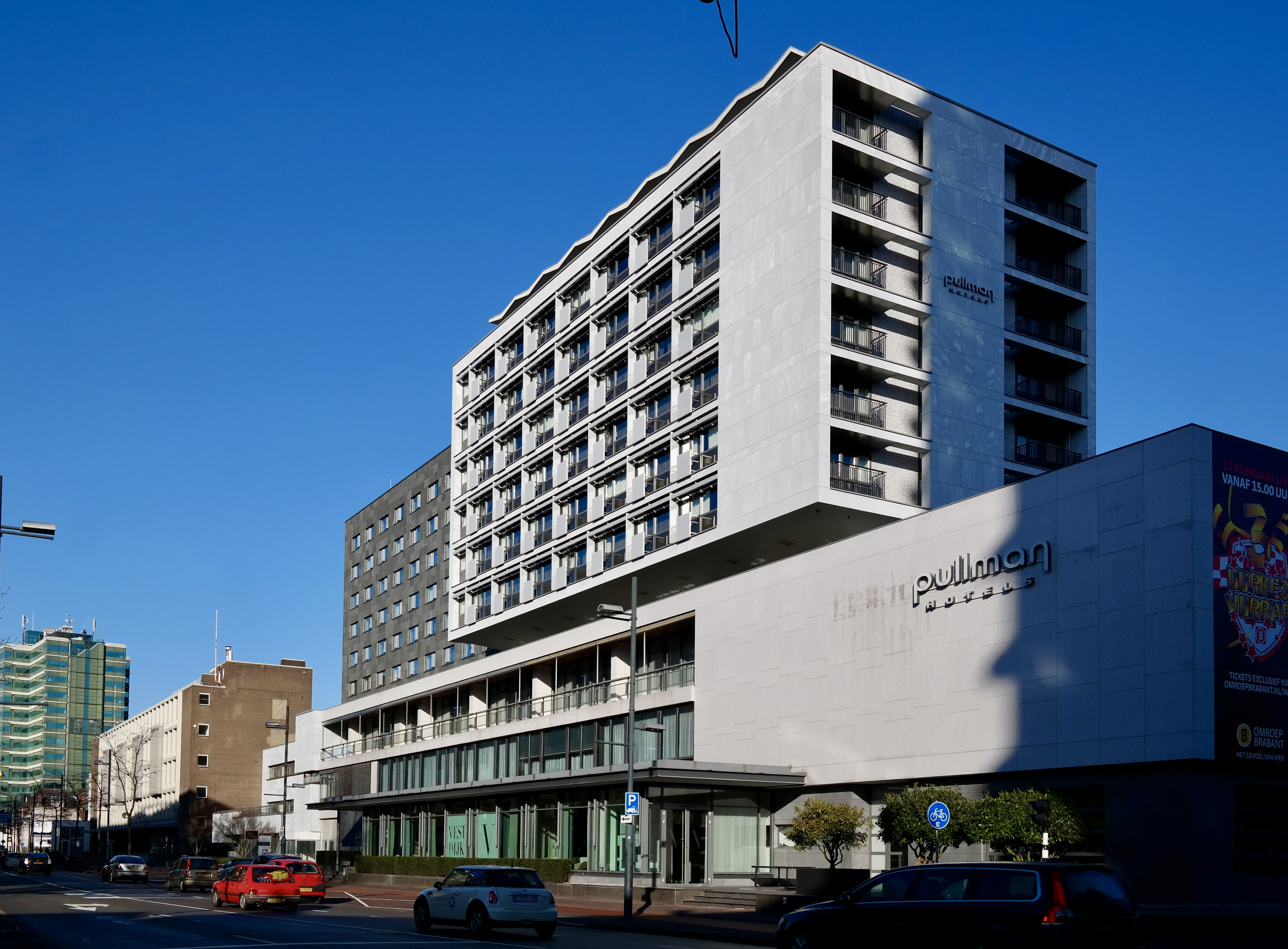
Hotel de Cocagne, Eindhoven
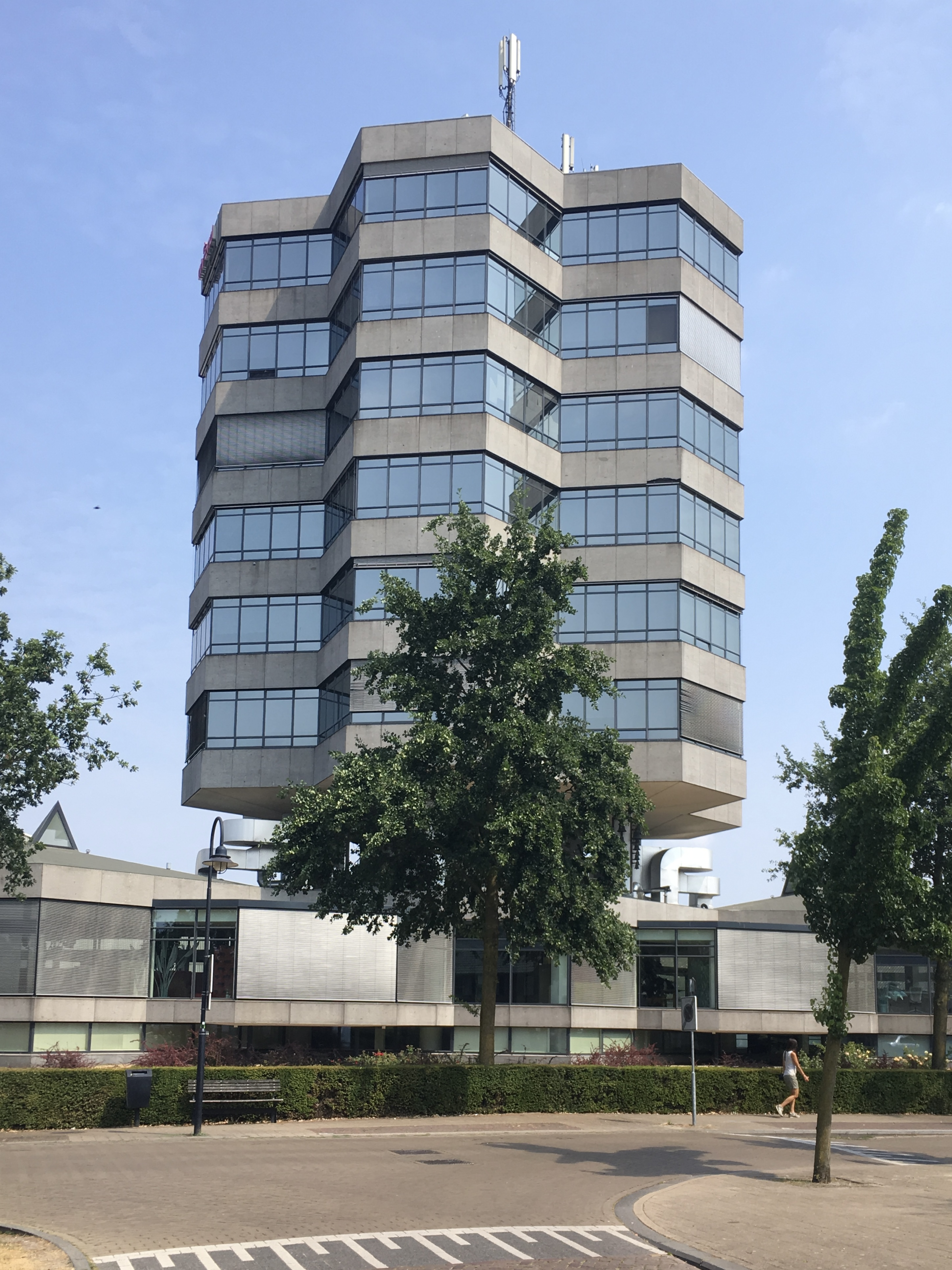
Kantoorgebouw Ahrend, Sint-Oedenrode
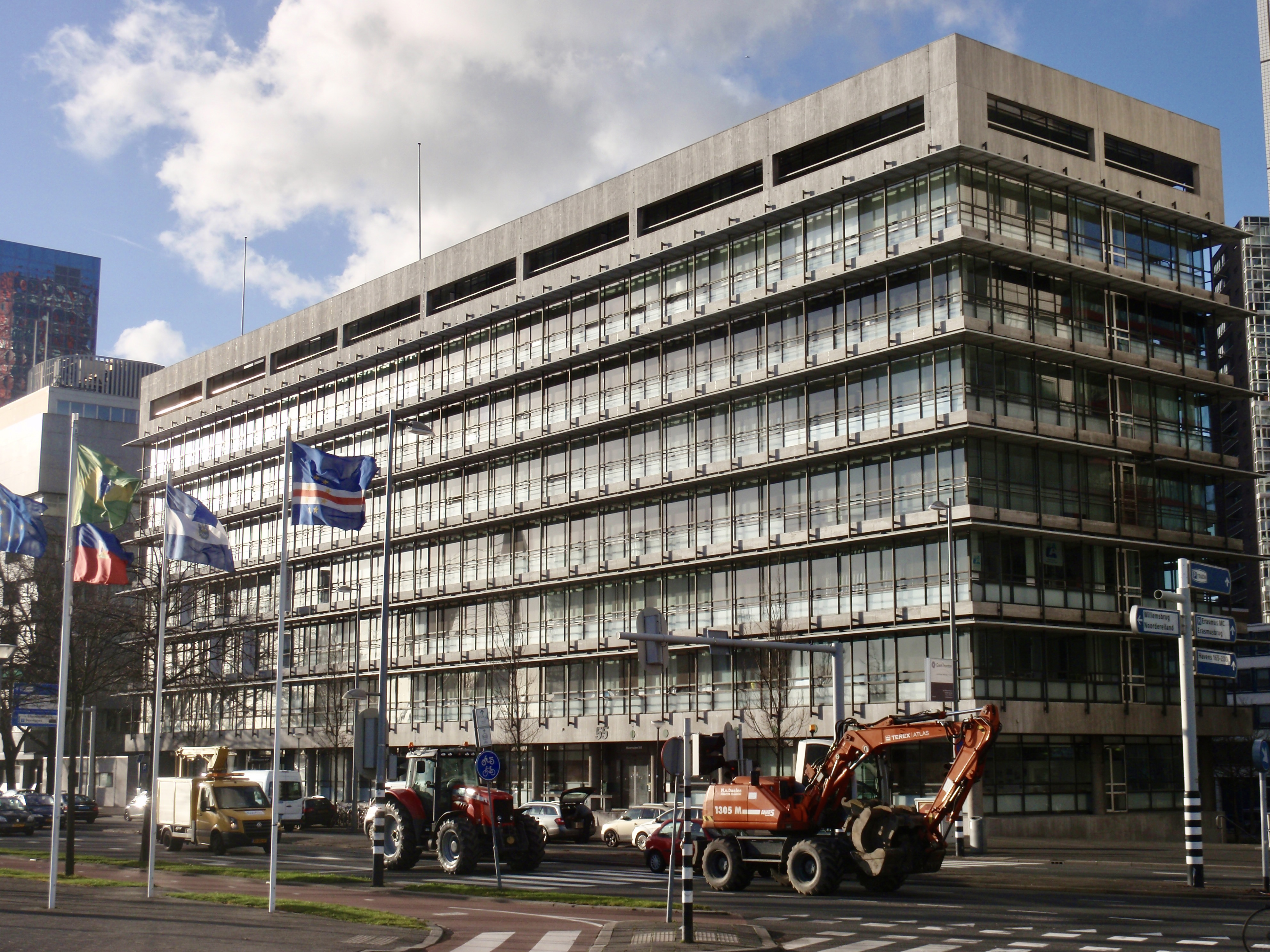
Kantoorgebouw Boompjes 55-57, Rotterdam
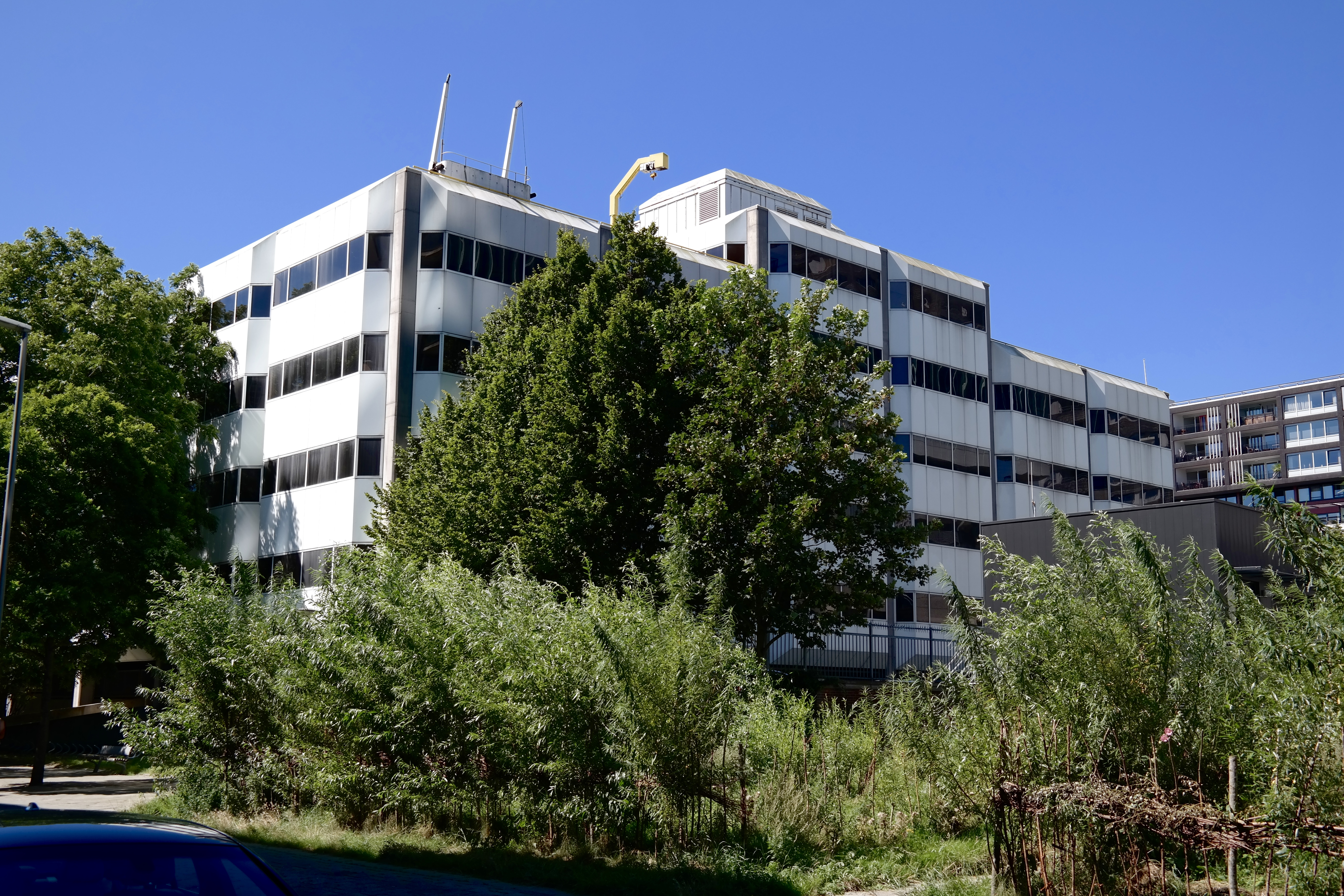
Nedlloydhuis
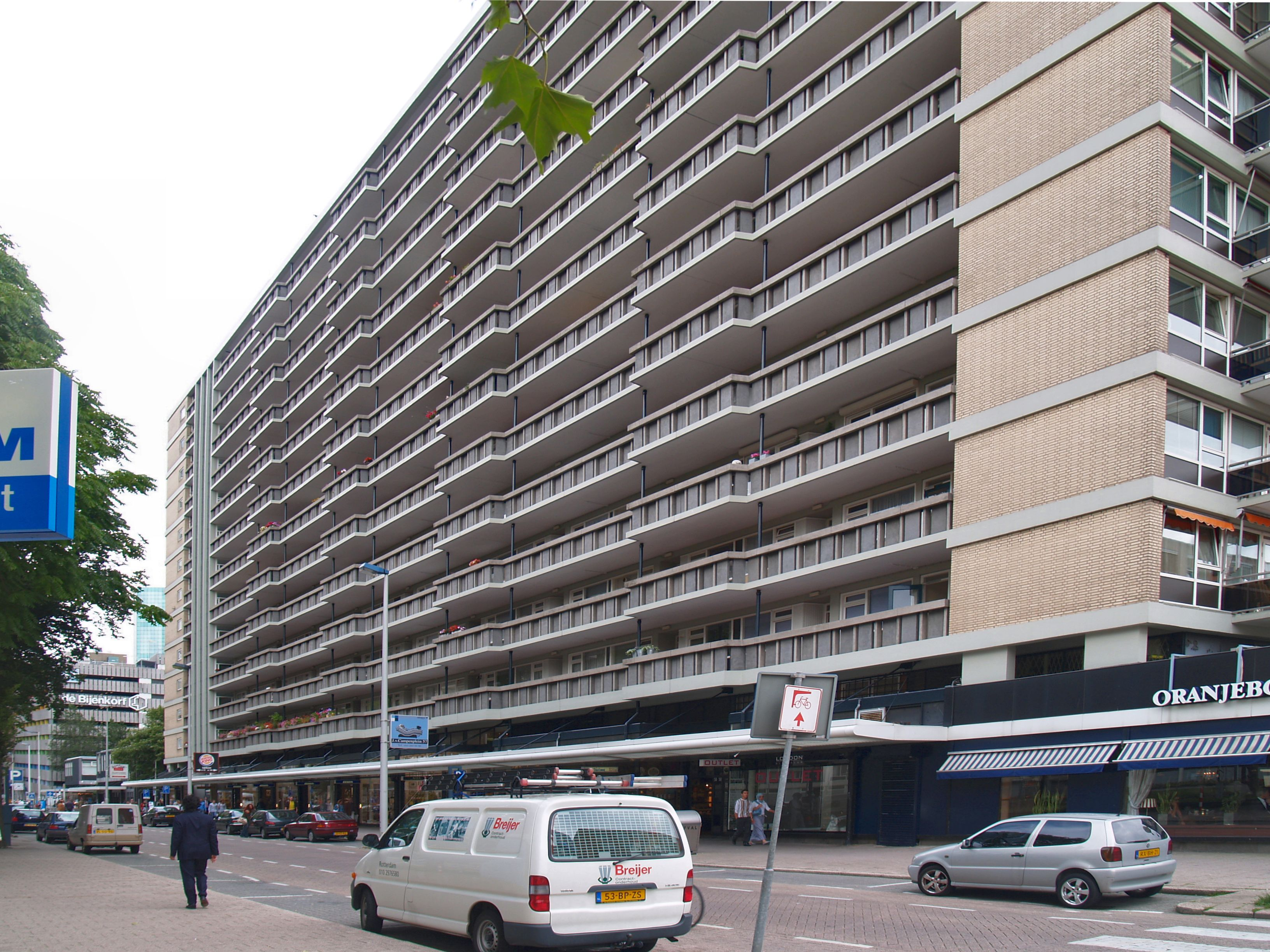
Lijnbaanflat, Rotterdam
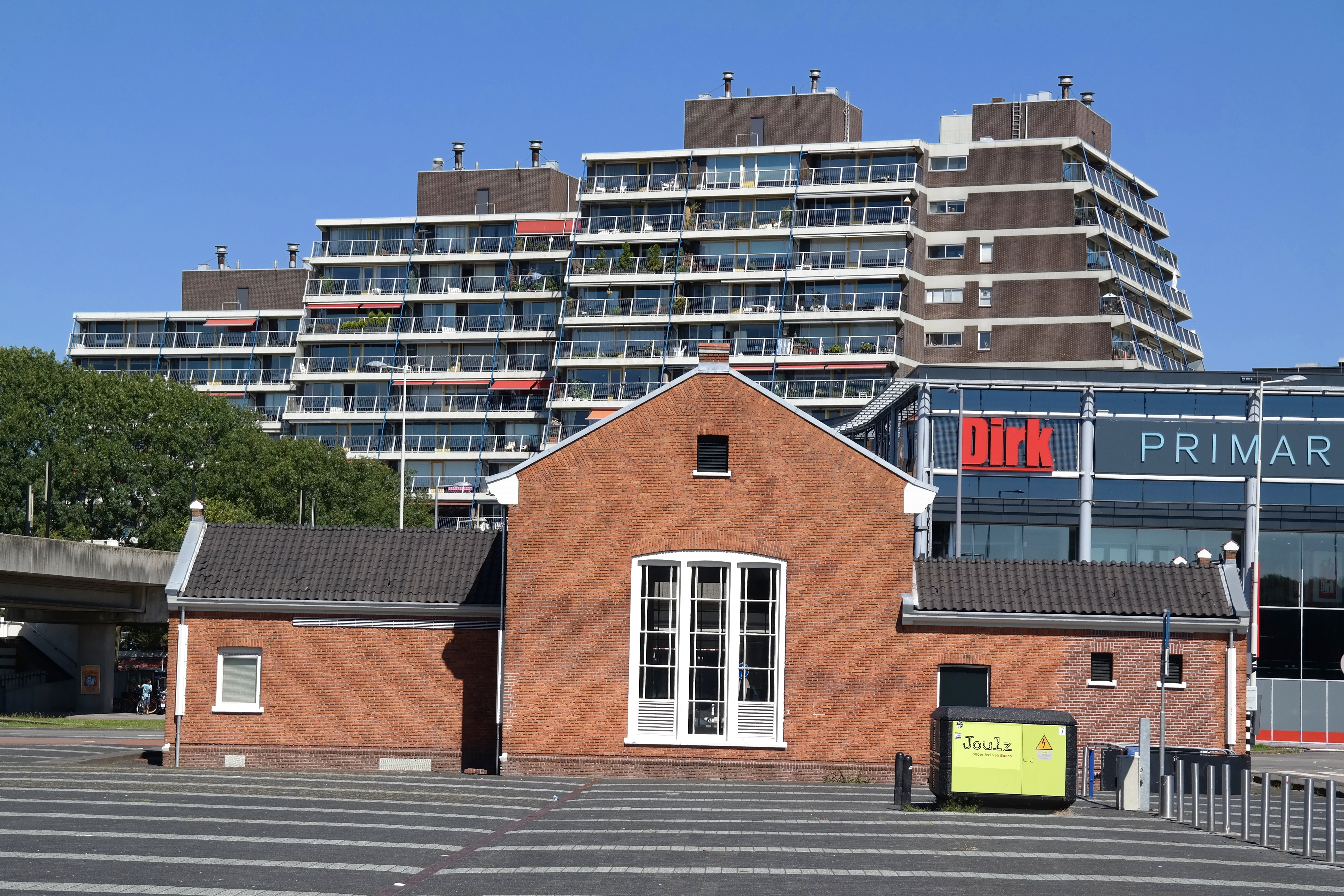
Flatgebouw Zuiderterras, Rotterdam-Zuid
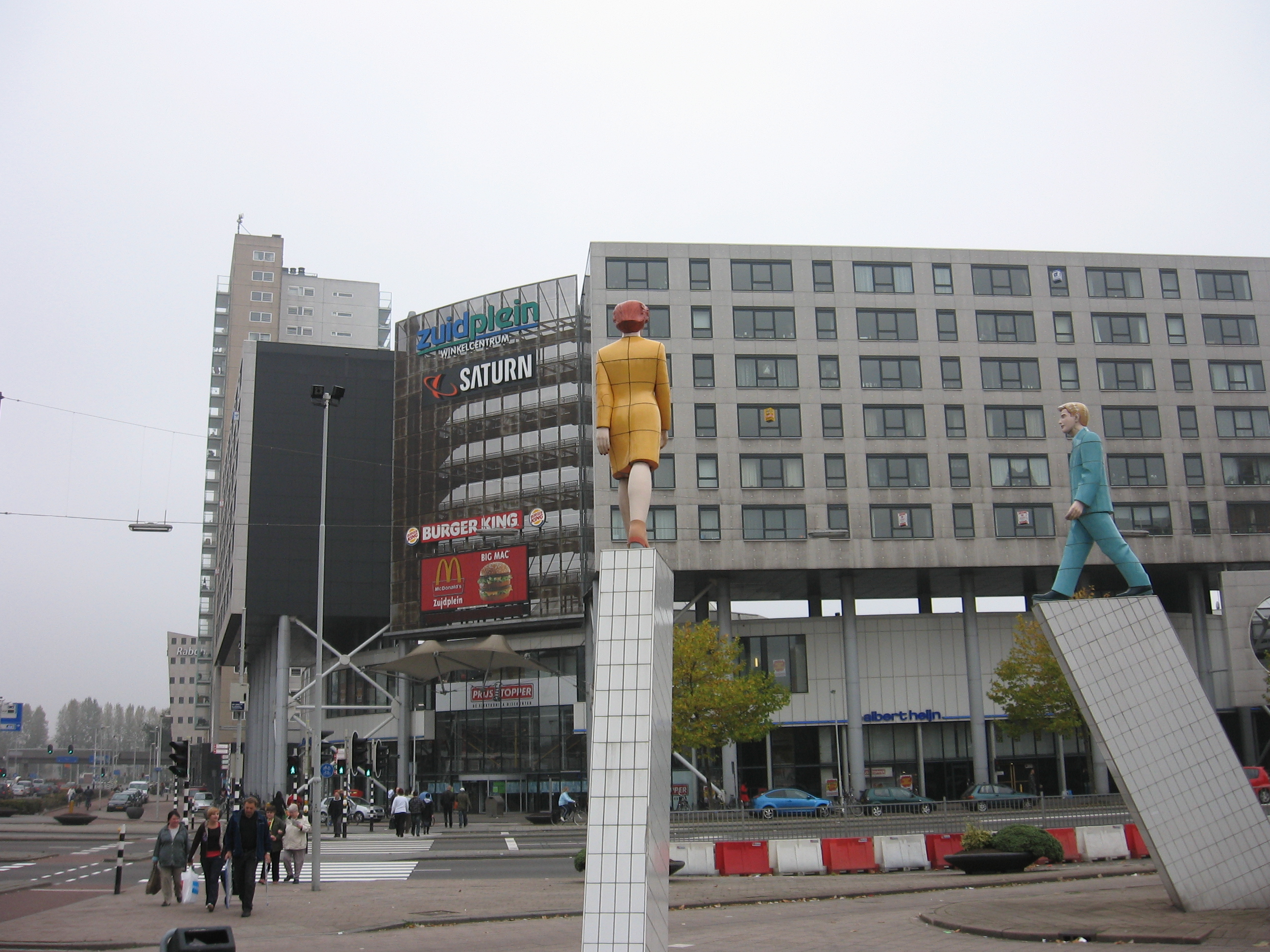
Winkelcentrum Zuidplein, Rotterdam-Zuid
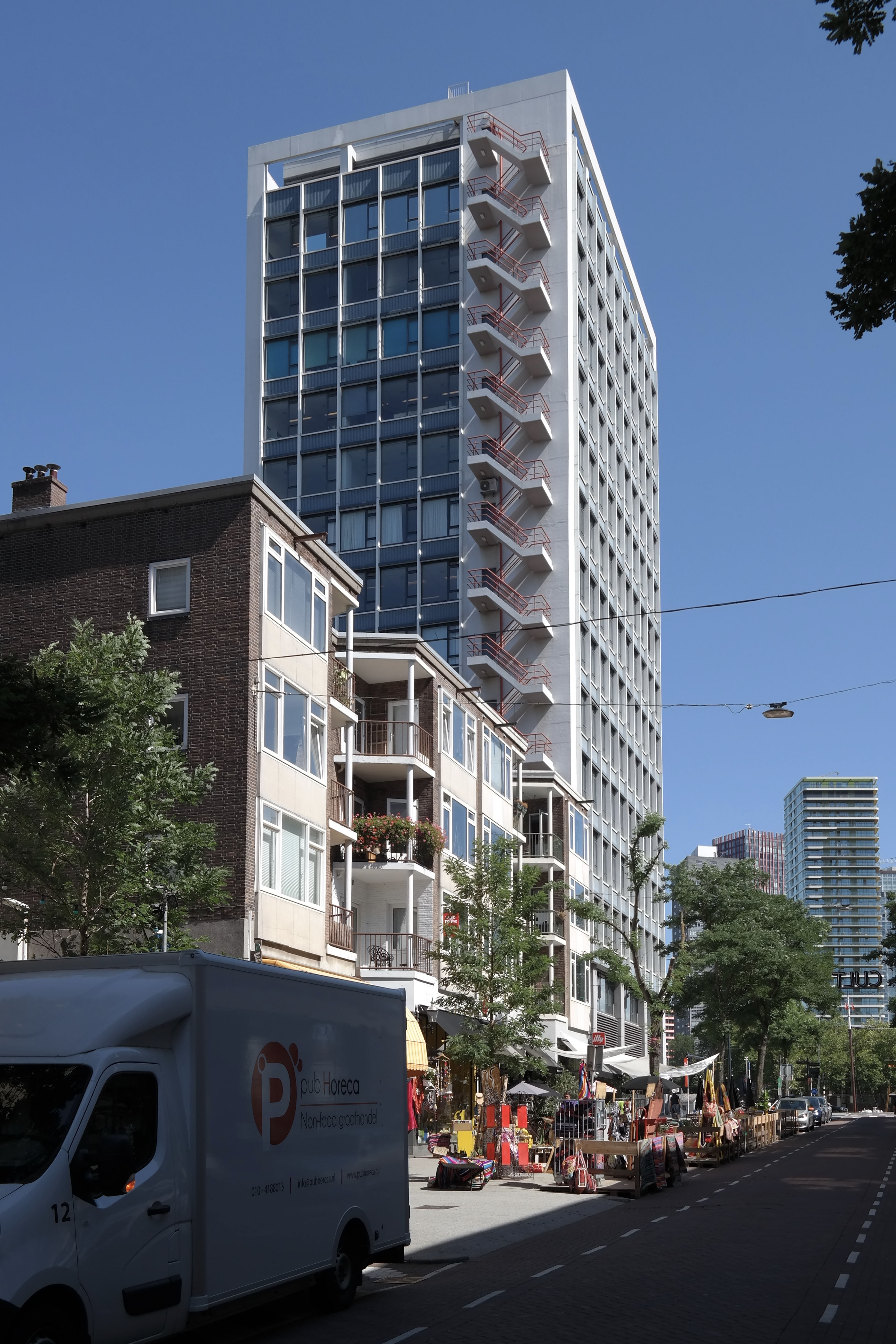
Kantoorgebouw De Leuve